# Comité de factor de forma pequeño
El Comité de factor de forma pequeño (en inglés Small Form Factor Committee) es un grupo ad hoc de la industria de la electrónica formado para desarrollar rápidamente especificaciones de interoperabilidad (como complemento del proceso de estándares tradicionales).
El Comité SFF se formó en 1990 para definir el factor de forma de unidad de disco emergente para computadoras portátiles. En noviembre de 1992, los miembros ampliaron los objetivos para complementar el proceso de normas formales en cualquier área de la industria del almacenamiento que necesitara atención inmediata. Los proyectos de SFF se encuentran en áreas que los comités de normas no abordan debido a fechas, estatutos u otras consideraciones.
El comité está compuesto por miembros que representan a empresas que desarrollan, fabrican y venden productos y componentes para la industria del almacenamiento y redes. Entre sus miembros se incluyen, entre otros, representantes de empresas como Amphenol Interconnect, Avago Technologies, Broadcom, Dell, FCI Electronics, Foxconn, Fujitsu Components America, Hewlett Packard, Hitachi, IBM, Intel, LSI Corporation, Molex, Panduit, Pioneer Corporation., Samsung, Seagate Technology, Sumitomo Electric Industries, Sun Microsystems, Texas Instruments, Toshiba, Tyco Electronics y WL Gore & Associates.
Fue absorbido por la Storage Networking Industry Association.